# Alfredo Boccolini
Alfredo Boccolini (* 29. Dezember 1885 in La Spezia; † 5. Februar 1956 in Viadana) war ein italienischer Schauspieler.

## Leben
Boccolini, der aus einer Seefahrerfamilie stammt, war selbst mit 16 Jahren als Maschinist auf einem Kriegsschiff tätig und wechselte dann zur Handelsflotte. Der mit 1,90 m Körpergröße und 110 kg sowie blendender Kondition ausgestattete Boccolini fiel einem Schauspieldirektor auf, der ihn für einen Zirkus in Deutschland verpflichtete, wo er als Trapezkünstler, auf der Schleuder und als Dompteur arbeitete.
Im Ersten Weltkrieg diente er bei der italienischen Marine. 1917 lag er in Genua vor Anker, als der Filmregisseur Augusto Genina ihn wegen seines Aussehens für die Rolle des muskelbepackten Seemannes „Galaor“ im Film Il siluramento dell'Oceania verpflichtete. In den Folgejahren entwickelte Boccolini diese Heldenfigur zu seinem Markenzeichen und erhielt selten die Gelegenheit, diesem Klischee zu entkommen; in La nave nach Gabriele D’Annunzio bot die Rolle des „Marco Gràtico“ eine solche, doch setzte aufgrund der Krise des italienischen Kinos Boccolini seine Karriere in Österreich und Deutschland und in der üblichen Rolle fort. So erwies er sich als Idealbesetzung des Samson in Alexander Kordas Samson und Delila.
Nach seiner Rückkehr nach Italien und dem Einzug des Tonfilmes neigte sich seine Karriere schnell dem Ende zu; Regisseure wollten ihn nicht mehr besetzen. So weist seine Filmografie nur noch zwei Auftritte 1939 bzw. 1941 auf. Senen Lebensunterhalt verdiente er sich mit Auftritten in Aufführungen des „Avanspettacolo“, einer typisch italienischen Mixtur aus Varieté, Musical und Sketchen. Er erschien auch auf zweitrangigen Aufführungsorten wie Dorfplätzen, wo er Ketten sprengte und Traktoren stemmte. Beim Film hatte er nur noch den Status eines Komparsen.
Boccolini war in zweiter Ehe mit Emma Savani verheiratet. Er starb an einem Herzinfarkt.

## Filmografie (Auswahl)
- 1917: Il siluramente dell'Oceania
- 1921: Die Tragödie eines Verbannten (La mirabile visione)
- 1922: Samson und Delila
- 1923: Die brennende Kugel
- 1923: Der Fechter von Ravenna
- 1941: Il re d'Inghilterra non paga